# Taxon
Taxon neboli systematická jednotka neboli taxonomická jednotka je základním pojmem taxonomie, oboru, který se zabývá klasifikací prvků systémů. V biologii je taxonem skupina konkrétních (žijících nebo vymřelých) organismů, které mají společné určité znaky (nejčastěji jsou příbuzné) a tím se odlišují od ostatních taxonů. Konkrétní taxon bývá obvykle pojmenovaný, například čeleď trav lipnicovité, ale může být i bez názvu.
Taxon je jednotka biologické nomenklatury. Taxony zařazené do určité taxonomické kategorie jsou konkrétní skupiny skutečných organismů na určité klasifikační úrovni.

## Přirozenost taxonů
Všeobecná snaha taxonomů je zajistit, aby se třídění organismů do taxonů shodovalo s jejich fylogenezí (historickým vývojem). Podle toho rozlišujeme tři druhy taxonů s tím, že je snaha, v budoucnu omezit či zrušit používání nepřirozené druhé a třetí kategorie:
- holofyletický taxon – nejpřísnější klasifikace taxonu: klad
- monofyletický taxon – taxon zahrnuje společného předka a všechny jeho potomky
- parafyletický taxon – zahrnuje společného předka, ale ne všechny jeho potomky
- polyfyletický taxon – nezahrnuje společného předka

| česky    | latinsky | anglicky | německy   | španělsky | francouzsky   | rusky     | japonsky  |
| -------- | -------- | -------- | --------- | --------- | ------------- | --------- | --------- |
| doména   | imperium | domain   | Domäne    | dominio   | domaine       | домен     | ドメイン  |
| říše     | regnum   | kingdom  | Reich     | reino     | règne         | царство   | 界 (kai)  |
| kmen     | phylum   | phylum   | Stamm     | filo      | phylum        | тип       | 門 (mon)  |
| oddělení | divisio  | division | Abteilung | división  | embranchement | отдел     | 門 (mon)  |
| třída    | classis  | class    | Klasse    | clase     | classe        | класс     | 綱 (kó)   |
| řád      | ordo     | order    | Ordnung   | orden     | ordre         | отряд     | 目 (moku) |
| čeleď    | familia  | family   | Familie   | familia   | famille       | семейство | 科 (ka)   |
| rod      | genus    | genus    | Gattung   | género    | genre         | род       | 属 (zoku) |
| druh     | species  | species  | Art       | especie   | espèce        | вид       | 種 (šu)   |

Poznámky k tabulce:
1. ↑  Používáno v zoologii, v botanice pravidly postaveno na roveň oddělení.
2. ↑  Preferováno v botanice před kategorií kmen, která je považována za identickou.